# Katrin Kallsberg

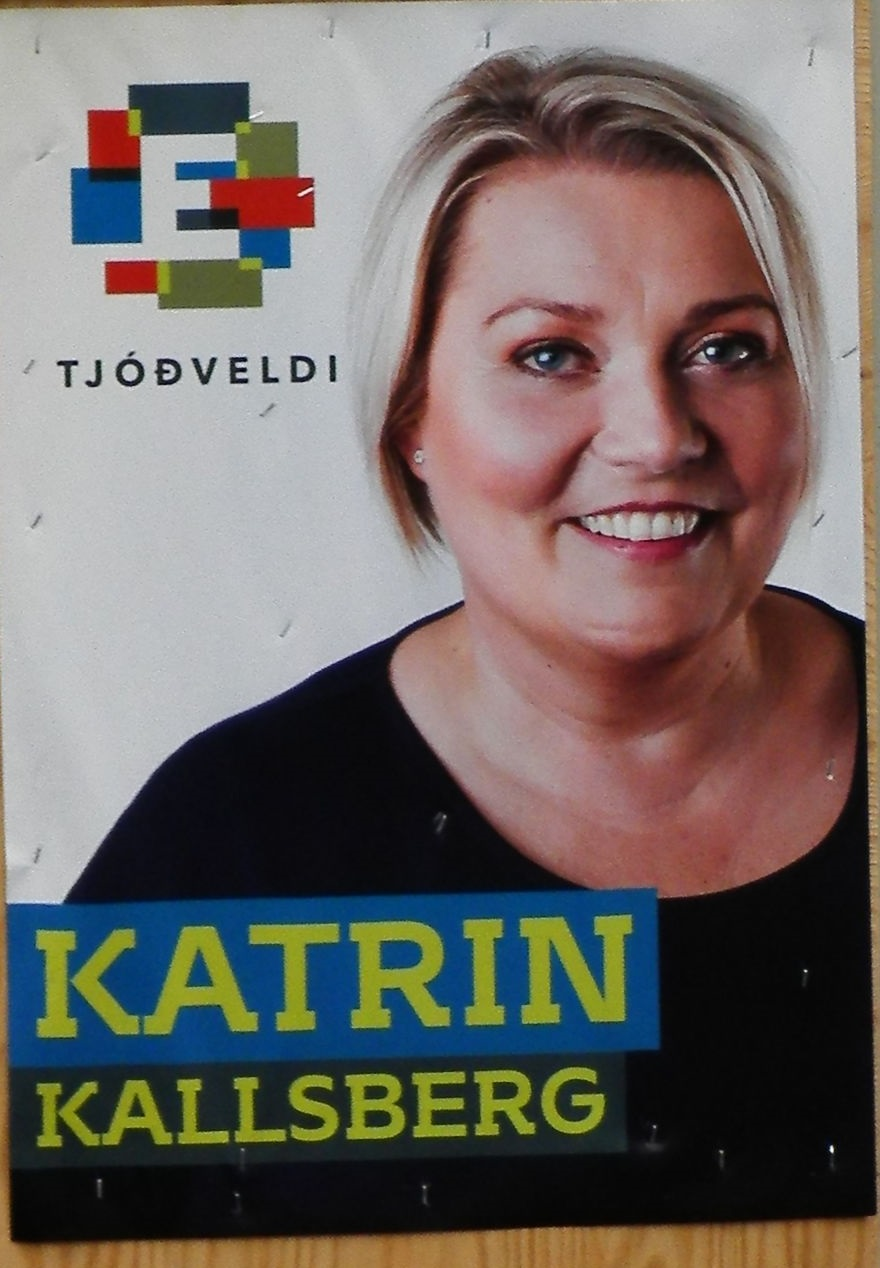
Katrin Kallsberg auf einem Wahlplakat von Tjóðveldi im August 2015.

Katrin Kallsberg (* 30. Juli 1967 in Dänemark) ist eine färöische Ärztin und Politikerin der nach Unabhängigkeit strebenden, sozialistischen Partei Tjóðveldi.

## Leben
Katrin Kallsberg zog nach Abschluss des Gymnasiums (studentaprógv) in Hoydalar nach Dänemark, um dort Medizin zu studieren. Nach Beendigung ihres Studiums ging sie im Frühjahr 1995 nach Bosnien, wo sie in Srebrenica für Ärzte ohne Grenzen im Einsatz war. Danach kehrte sie auf die Färöer zurück und arbeitete dort für einige Jahre. 1999 zog sie nach Norwegen, wo sie ihre Ausbildung als Fachärztin für Frauenheilkunde begann. Nach deren Abschluss ging sie mit ihrer Familie im Jahr 2002 zurück auf die Färöer. Sie arbeitet dort heute als Oberärztin am zentralen Krankenhaus der Färöer (Landssjúkrahúsið) in Tórshavn.
Bei den Parlamentswahlen im September 2015 wurde sie für Tjóðveldi mit 396 persönlichen Stimmen ins Løgting gewählt. Dort ist sie Mitglied im Wohlfahrtsausschuss, wo sie auch den Vorsitz innehat, weiterhin Mitglied im Kulturausschuss sowie Ersatzmitglied im Rechtsausschuss. Katrin Kallsberg wurde zum 1. März 2012 vom damaligen Wirtschaftsminister Johan Dahl zur neuen Vorsitzenden im Gleichstellungsausschuss ernannt. Darüber hinaus ist sie ehrenamtlich in der Krebs-Vereinigung aktiv.

## Familie
Katrin Kallsberg ist die Tochter von Kaj und Olga Kallsberg. Ihr Ehemann Poul Henrik Poulsen verstarb 2005. Sie lebt mit ihren zwei Kindern in Tórshavn.